# Lips Tullian
Lips Tullian, seltener in der Schreibweise Lips Tulian (* 1675/1683; † 8. März 1715 in Dresden), ist das Pseudonym des Anführers einer sächsischen Räuberbande im frühen 18. Jahrhundert.

## Leben

### Leben vor seiner Bekanntheit
Viele Daten aus den früheren Lebensabschnitten Lips Tullians sind nicht bekannt oder zumindest fragwürdig. Dies ist der Tatsache geschuldet, dass er damals noch völlig unbekannt war. Ferner müssen die vorliegenden Angaben über ihn angezweifelt werden, weil er als Räuber einer Meißener Legendenbildung ausgesetzt war und ohnehin die meiste Zeit untergetaucht oder in Gefangenschaft verbrachte.
Uneinigkeit besteht zunächst über seinen tatsächlichen Namen. Dieser lautet nach manchen Quellen Elias Erasmus Schönknecht, nach anderen jedoch Philipp Mengstein (daher wohl auch der Name Lips, eine Kurzform von Philipp). Fraglich sind auch sein Geburtsort, der oft mit Straßburg angegeben wird, sowie das Jahr seiner Geburt, die wohl entweder 1675 oder 1683 war. Lips Tullian soll als Sohn eines kaiserlichen Leutnants geboren worden sein und in Straßburg oder den Niederlanden als Wachtmeister in einem kaiserlichen Dragonerregiment gedient haben, weshalb er in seinem späteren Leben auch Der Wachtmeister genannt wurde. Nachdem er angeblich im Jahr 1702 in einem Duell einen Kameraden getötet hatte, habe er den Dienst quittieren und fliehen müssen und sei zunächst ziellos umhergezogen.

### Auftauchen in Prag und Dresden
Ab dieser Zeit werden die Angaben über ihn verlässlicher, da er nun in die Zeitgeschichte eintrat und öffentliche Bekanntheit erlangte. Zuerst taucht der Name Lips Tullian 1702 in Prag und Umgebung auf. Dort trieb er sein Unwesen, indem er in Kirchen einbrach und Kramläden überfiel. Im November desselben Jahres kam er ins Kurfürstentum Sachsen, wo damals mehrere Räuberbanden aktiv waren. August der Starke zeigte in dieser Zeit nur wenig Interesse für die schlechte Sicherheitslage auf den Straßen seines Kurfürstentums. Vielmehr hatte er vorrangig den damals tobenden Großen Nordischen Krieg im Blick. So war es Kriminellen wie Lips Tullian über längere Zeit möglich, unentdeckt zu bleiben.

### Zeit als Bandenanführer

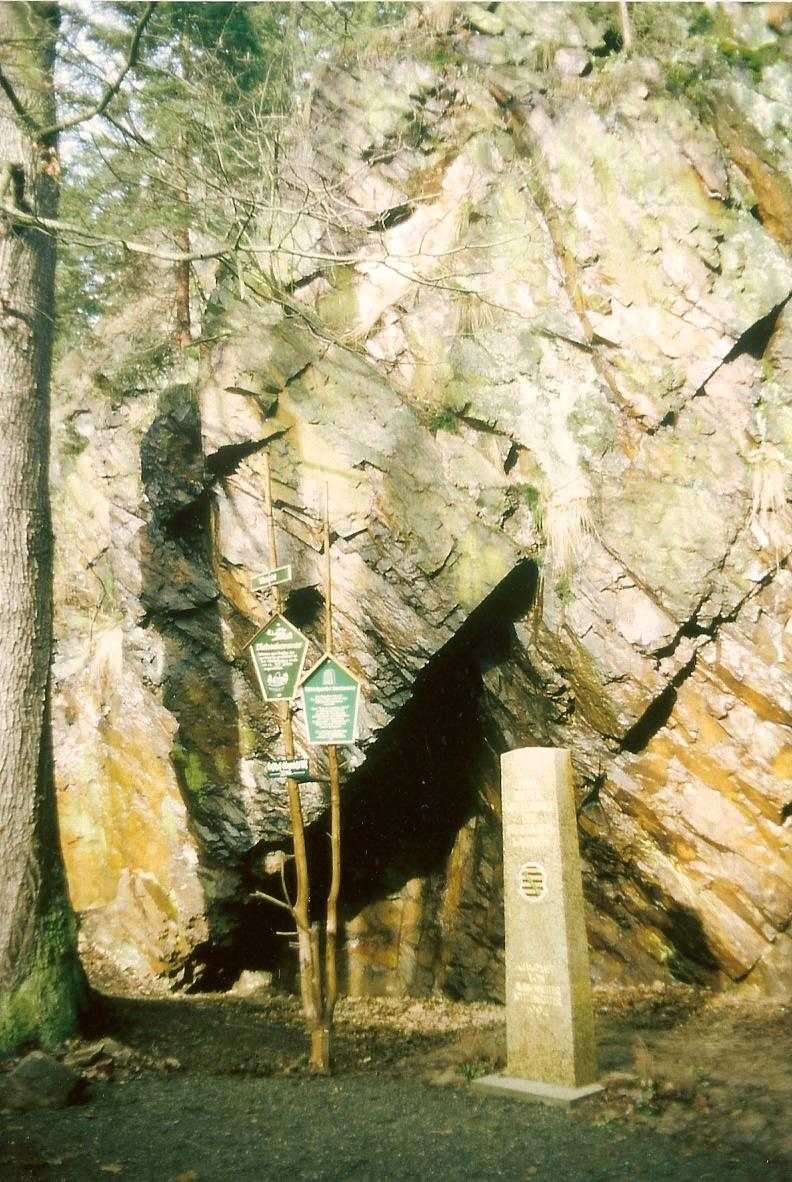
Lips Tullians Diebeskammer am geographischen Mittelpunkt Sachsens im Tharandter Wald (1995)

Lips Tullian arbeitete sich zum Anführer einer berüchtigten Räuberbande herauf, die er – eventuell nach dem gleichnamigen niederländischen Landsknechtregiment – mit dem Namen Schwarze Garde versah. Sie besaß einen primitiven Unterschlupf im Tännichtgrund, am Colmnitzbach bei Naundorf im südlichen Tharandter Wald, wo bis heute eine etwa 450 Meter hohe Erhebung den Namen Lips-Tullian-Felsen trägt, und später in einem Haus in Niederbobritzsch. In der nahen, (angeblich) durch unterirdische Fluchtwege mit dem Wald verbundenen, später verschütteten Höhle Diebeskammer, die sich heute zufällig exakt im geographischen Mittelpunkt des Freistaats Sachsen befindet und auch vom Räuberhauptmann Johannes Karasek genutzt worden sein soll, lagerte die Bande angeblich ihre Beute. Ein besonders lohnendes Ziel der Räuber dürfte die Silberstraße gewesen sein, die in der Nähe auf dem Weg von Scharfenberg (Elbe) und Grund (Tharandter Wald) in die Hütten nach Freiberg vorbeiführte, aber auch die Salzstraße zwischen Naundorf und Colmnitz und der Fürsten- oder Herrenweg von Dresden über Grillenburg nach Freiberg und Augustusburg bei Flöha. Die Schwarze Garde war zeitweise 60 Mitglieder stark und operierte auch überregional.
Von Lips Tullian im Haus des Grafen Wolf Dietrich von Beichlingen am Altmarkt in Dresden entwendetes Geschirr wurde ihm jedoch zunächst zum Verhängnis. Nachdem er aufgeflogen war, verhaftete man ihn in Leipzig und inhaftierte ihn in der Dresdner Festung, die die Altstadt umgab. Im Jahr 1704 konnte Lips Tullian jedoch schon nach kurzer Gefangenschaft über den Festungswall und den zugefrorenen Stadtgraben gemeinsam mit sieben weiteren Gefangenen fliehen. In der Folgezeit dehnte seine Räuberbande ihren Wirkungskreis bis nach Thüringen, an den Harz, in die Lausitz und nach Böhmen aus. So wurden Fälle aus Jena, Aschersleben und Prag berichtet. Nur ein Jahr später wurde er wieder in Leipzig festgenommen und zu lebenslangem Zuchthaus verurteilt. In der damals dreiklassigen Einteilung der Straftäter zählte man den Räuberhauptmann zu den boshaften und gefährlichen Verbrechern. Um ihn an einem erneuten Ausbruch zu hindern, schmiedete man Lips Tullian teilweise an die Festungsmauer. Nach jahrelanger Zwangsarbeit gelang ihm 1710, diesmal mit Hilfe eines Nachschlüssels, trotzdem die Flucht.

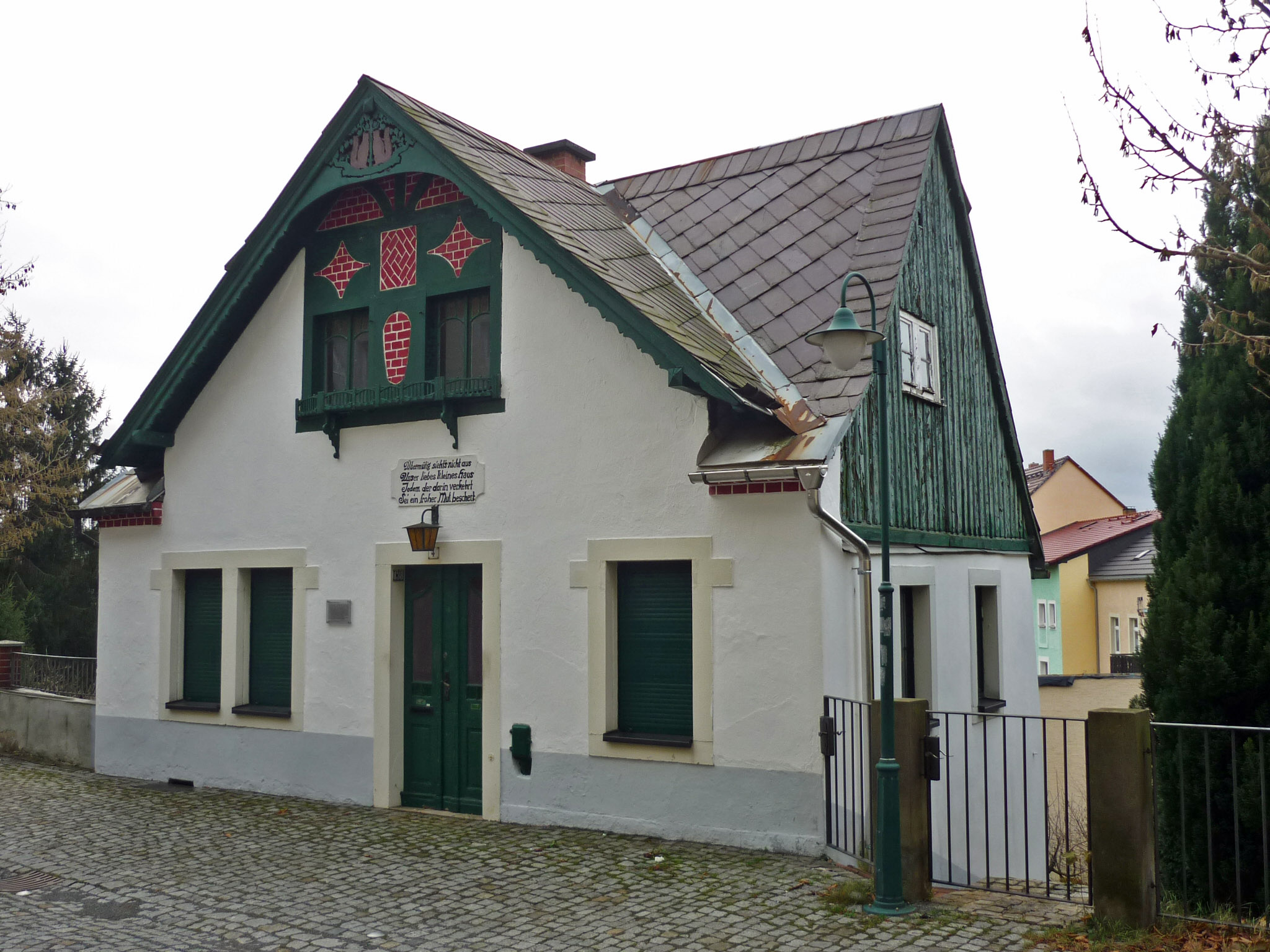
Haus in Dippoldiswalde, das Lips Tullian 1710 genutzt haben soll

Wieder unter ihrem Anführer, plünderte die Schwarze Garde viele Kirchen und Häuser in der osterzgebirgischen Gegend von Freiberg bis zum Müglitztal. Eines der Ziele war 1710 die Kirche von Glashütte, deren Inventar weitgehend geraubt wurde. Den Überlieferungen nach seien anschließend noch mehrere Tage lang viele Schaulustige zum Tatort geströmt. Auch aus Possendorf ist ein Überfall bekannt. Oftmals trat die Bande aber auch ohne Lips Tullian auf. Dieser zog es häufig vor, zum Schein ein normales bürgerliches Leben zu führen. Gemeinsam mit seiner Geliebten Marianne residierte er zumeist in Dresden, aber auch in anderen Städten Sachsens. Lips Tullian erschien als wohlhabender Kavalier, kundschaftete zugleich aber neue Ziele für die Räuberbande aus, die er an seine Hauptleute weitergab. Trotzdem führte er die Schwarze Garde von Zeit zu Zeit aber persönlich bei Raubzügen an.

### Endgültige Gefangenschaft und Hinrichtung
Nachdem die Schlachten bei Kalisch und Poltawa nach und nach zu einer für Sachsen nicht ungünstigen Wende in den Nordischen Kriegen geführt hatten, wandte sich August der Starke verstärkt der Bandenkriminalitätsproblematik zu. Es kam zu verschärften Kontrollen und Haftstrafen für viele verdächtige, aber meist unschuldige Personen. Die Polizeikräfte waren zu größerer Wachsamkeit angehalten. Im Jahr 1711 erregte Lips Tullian schließlich die Aufmerksamkeit eines Wächters am Freiberger Stadttor. Zwar konnte der Räuberhauptmann den Torwächter noch erstechen, wurde aber schließlich überwältigt und kam in Festungshaft.
Zwei Jahre später wurde ein wahrscheinlich von Lips Tullian eingefädelter Ausbruchsversuch mehrerer Gefängnisinsassen entdeckt. Nach mehrtägiger Folter unter Dauerfesselung und vielen Verhören legte er schließlich ein umfassendes Geständnis ab, das die Verhaftung des größten Teils seiner Bande und beteiligter Hehler zur Folge hatte. Im Oktober 1714 verurteilte der Schöppenstuhl zu Leipzig Lips Tullian und seine Hauptleute zum qualvollen Tod durch Rädern. Das Urteil wurde später durch eine Begnadigung des Kurfürsten in Enthauptung gemildert, da der Räuberhauptmann acht seiner Mitstreiter zu freiwilligen Geständnissen bewegen konnte.
Am 8. März 1715 vollstreckte man das Urteil. Nachdem es zunächst auf dem zentralen Marktplatz Dresdens verlesen worden war, beichtete Lips Tullian seine Taten und erhielt die Absolution. Anschließend sprach er kurz an das zahlreich anwesende Volk und ermahnte es zu tugendhaftem Lebenswandel. Danach wurde der Räuberhauptmann Lips Tullian vorm Schwarzen Tor in Altendresden im Beisein Augusts des Starken und etwa 20.000 sächsischer Bürger durch das Schwert enthauptet. Auch vier andere Räuber aus seiner Bande richtete man an diesem Tage hin. 1716 wurden seine Verbrechen und sein Ende zur Abschreckung erstmals veröffentlicht. Die letzten Mitglieder der Schwarzen Garde wurden erst 1718 gefasst und verurteilt. Die Räuberei in Sachsen soll deshalb in der Folgezeit insgesamt deutlich nachgelassen haben, flammte aber regelmäßig, bedingt durch Hungersnöte und Inflation, wieder auf.

## Erwähnungen in der Literatur
Die legendäre Figur des Lips Tullian wird in verschiedenen Erzählungen erwähnt. So heißt es zum Beispiel in der um 1747 von Christian Fürchtegott Gellert verfassten Fabel Der Hund:
(…) Phylax, dem Lips Tullian, Der doch gut zu stehlen wußte, Selber zweimal weichen mußte; (…)
Im Jahr 1764 taucht eine Begebenheit von Lips Tullians Hinrichtung im 6. Gesang von Moritz August von Thümmels Wilhelmine auf:
(…) oder so, wie der große Lips Tullian auf dem Richtplatze, da schon der Stab gebrochen ist, noch für seine Nase besorgt, um eine Prise Rappee bath. Noch schnupft’ er ihn mit süßer Empfindung, in dieser entscheidenden furchtbaren Minute — reckte darauf mit einem Seufzer den Hals dar, und befand sich in der anderen Welt, eh’ er — niesen konnte. (…)
Wilhelm Raabe verewigte den Namen Lips Tullians, der ihm wohl aus der Gellert-Fabel bekannt war, 1876 in seinem Horacker, Kapitel 7:
(…) „Nur ruhig Blut, Frau“, sprach der alte Eckerbusch. „Da geht er hin nach der dritten Deklination lepus, leporis, lepori! Ganz Epicoenum! Ein grammatisches Genus, welches beide Geschlechter begreift, Sie und mich, Witwe Horacker!… Ja, gottlob, es war nur ein Hase; beruhigen Sie sich, Windwebel! Bleiben Sie sitzen, Lips Tullian!“ Der Lips Tullian stammte aus dem Gellert des Pastors Winckler zu Gansewinckel, und zuerst jetzt ging dem Konrektor die Idee auf, seinen Räuber mit nach Gansewinckel zum Pastor Krischan Winckler zu führen. Er nannte das, verhältnismäßig erleichtert, „einen Gedanken“; und er hatte recht, es war einer. (…)
Auch in der tschechischen Literatur wird die Figur Lips Tullians erwähnt. So gibt es dort von Jaroslav Weigel und Kája Saudek seit 1981 eine ganze Comicserie namens Lips Tullian.

## Trivia
- In Teilen Sachsens kennt man das Sprichwort: Wer nichts hat, dem kann auch Lips Tullian nichts stehlen.[14]
- Ein Turm des Schlosses Nossen, in dem sich ein altes Verlies befindet, wird Lips-Tullian-Turm genannt.[8]